# Liste der kubanischen Botschafter in China
Die Botschaft befindet sich in der 1 Xiushui S St, Chaoyang, Peking.
| Ernannt / Akkreditiert | Name                                      | Bemerkung | ernannt während der Regierung von | akkreditiert während der Regierung von | Posten verlassen |
| ---------------------- | ----------------------------------------- | --- | --------------------------------- | -------------------------------------- | ---------------- |
| 1906                   | Antonio B. Zanetti y Rodríguez            | war der erste kubanische Repräsentant in Hongkong, bis 1916 Gesandter in Buenos Aires, Montevideo und Asunción anschließend Botschafter in Bogota, bis 17. April 1917 Generalkonsul in Rotterdam, bis 1919 Gesandter in Caracas. | Tomás Estrada Palma               | Cixi                                   | Juli 1906        |
| Juli 1906              | Ezequiel Vieta Ferroin                    | Vicecónsul leitete das Konsulat in Hongkong | Tomás Estrada Palma               | Cixi                                   |                  |
| 1. Juli 1906           | Benjamín Giberga y Galí                   | Generalkonsul in der britischen Konzession von Shanghai und Geschäftsträger in China. | Tomás Estrada Palma               | Cixi                                   |                  |
| 1914                   | Guillermo de Blanck y Menocal             | Minister Resident in Peking, Leiter der Handelsmission | Mario García Menocal              | Sun Baoqi                              |                  |
| 1918                   | José Agripino Barnet y Vinageras          | (* 23. Juni 1864 in Barcelona; † 19. September 1945 in Havanna) Ab Mai 1919 Minister Resident in Peking, 1925–1930: Ministre plénipotentiaire in Rio de Janeiro                                                                  | Mario García Menocal              | Qian Nengxun                           | 1925             |
| 1918                   | Rafael Cerviño y Reytor                   | Generalkonsul in Shanghai | Mario García Menocal              | Qian Nengxun                           |                  |
| 1928                   | José Luis Gómez Garriga                   | Geschäftsträger in Peking. | Gerardo Machado                   | Tan Yankai                             |                  |
| 1925                   | Pina Marín Severo                         | (* 1854; † 1927) | Gerardo Machado                   | Xu Shiying                             | 1927             |
| 9. Okt. 1926           | Francisco Bonachea y Romero               | Konsul Dekret 393 von 1926 | Gerardo Machado                   | Du Xigui                               |                  |
| 1929                   | Manuel Piedra y Martell                   | kam am 12. Juni 1919 als Gesandter nach Shanghai, 12. Juli 1919–1920: Gesandter in Managua, 1938 Ministerresident in Guatemala-Stadt.                                                                                            | Gerardo Machado                   | Tan Yankai                             | 1937             |
| 1930                   |                                           | 1928 wurde der chinesische Regierungssitz von Peking nach Nanjing verlegt. Die kubanische Auslandsvertretung wurde von Peking nach Shanghai verlegt.                                                                             | Gerardo Machado                   | T. V. Soong                            |                  |
| 18. Okt. 1935          | Francisco Bonachea y Romerot              | | José Agripino Barnet              | Chiang Kai-shek                        | 26. Aug. 1937    |
| 1947                   | Roberto González de Mendoza y de la Torre | | Ramón Grau San Martín             | Chiang Kai-shek                        |                  |
| 1956                   | Miguel Ángel Campos y Conde               | Konsul das Konsulat befand sich in der 22 Mac Donald Road, Hongkong | Fulgencio Batista                 | Yu Hung-Chun                           |                  |
| 1958                   | Miguel Ángel Campos y Conde               | Generalkonsul in Hongkong | Fulgencio Batista                 | Chen Cheng                             |                  |
| 1956                   | Rosendo Canto                             | | Fulgencio Batista                 | Yu Hung-Chun                           | 1959             |
| 28. Sep. 1960          | Regino Pedroso Aldama                     | Geschäftsträger | Osvaldo Dorticós Torrado          | Zhou Enlai                             |                  |
| 24. Nov. 1960          | Óscar Pino Santos                         | (* 1927 Banes; † 17. Januar 2004 in Havanna) | Osvaldo Dorticós Torrado          | Zhou Enlai                             | 1967             |
| 1965                   | Lázaro Fernández                          | Geschäftsträger | Osvaldo Dorticós Torrado          | Zhou Enlai                             | 1966             |
| 2. Jan. 1968           | Mauro G. García Triana                    | Geschäftsträger (* 1938) war im Juni 1961 Geschäftsträger in La Paz 18. Dez. 1972–1975 Botschafter in Berlin | Osvaldo Dorticós Torrado          | Zhou Enlai                             | 1971             |
| 1971                   | Viriato Mora Diaz                         | Geschäftsträger | Osvaldo Dorticós Torrado          | Zhou Enlai                             |                  |
| 12. Juni 1971          | Jesus Barreiro Gonzalez                   | 1998 war er Vizepräsident des Staatskomitees für Finanzen, als er Jacinto Vazquez de la Garza in Damaskus als Botschafter ablöste, der dort seit 1994 war.                                                                       | Osvaldo Dorticós Torrado          | Zhou Enlai                             | 1974             |
| 1972                   | Alfonso Fraga Perez                       | Geschäftsträger | Osvaldo Dorticós Torrado          | Zhou Enlai                             |                  |
| 1975                   | Ladislao González-Carbajal                | (* 1912 in Baracoa) | Osvaldo Dorticós Torrado          | Zhou Enlai                             | 1984             |
| 1985                   | Rolando López del Amo                     | (* 9. Mai 1937 in Havanna) | Fidel Castro                      | Zhao Ziyang                            | 1986             |
| 1988                   | José Armando Guerra Menchero              | | Fidel Castro                      | Li Peng                                | 1999             |
| 2000                   | Alberto Rodriguez Arufe                   | | Fidel Castro                      | Zhu Rongji                             | 2005             |
| 2006                   | Carlos Miguel Pereira Hernandez           | | Fidel Castro                      | Wen Jiabao                             | 2010             |
| 3. Nov. 2008           | Juan Fernando Correa                      | | Raúl Castro                       | Wen Jiabao                             |                  |
| 9. März 2012           | Alberto Jesús Blanco Silva                | [ 7 ] | Raúl Castro                       | Wen Jiabao                             |                  |